# کالج پرستاری گالن
کالج پرستاری گالن (به انگلیسی: Galen College of Nursing) ، دانشکده‌ای خصوصی با گستردگی فراوان که در ایالات متحده آمریکا واقع شده‌است.

## تاریخچه
این کالج در شهر لوییویل توسط شرکت هومانا در سال ١٩٩٠ تأسیس شده و به‌طور کلی به نام موسسه بهداشت و درمان گالن شناخته شده‌است.
- نخستین بار در سان آنتونیو و سن پترزبورگ، فلوریدا پروانه علمی پرستاری(پروانه پرستاری) ارائه گشت.